# Opera Mobile
Opera Mobile（オペラモバイル）は、ノルウェーのソフトウェア開発会社、オペラ・ソフトウェア (Opera Software ASA) によって開発されているスマートフォン、タブレットおよび携帯電話向けのウェブブラウザ。

## 概要
Android、Windows MobileやS60（Symbian OS）などに対応したものがリリースされている他、日本ではauのフィーチャーフォン端末にBREW版が搭載されている。
バージョン12系列まではHTMLレンダリングエンジンには、デスクトップ版Operaにも採用されているPrestoエンジンを利用し、JavaScriptエンジンはバージョン 10.1 から、JITコンパイラが搭載されている Carakan を使用していた。Android向けのバージョン14よりChromiumベースに移行し、レイアウトエンジンがWebKitおよびBlinkに変更された。
また、開発者向けにパソコン(Windows, macOS, Linux)上で動く Opera Mobile emulator が提供されている。

## ギャラリー

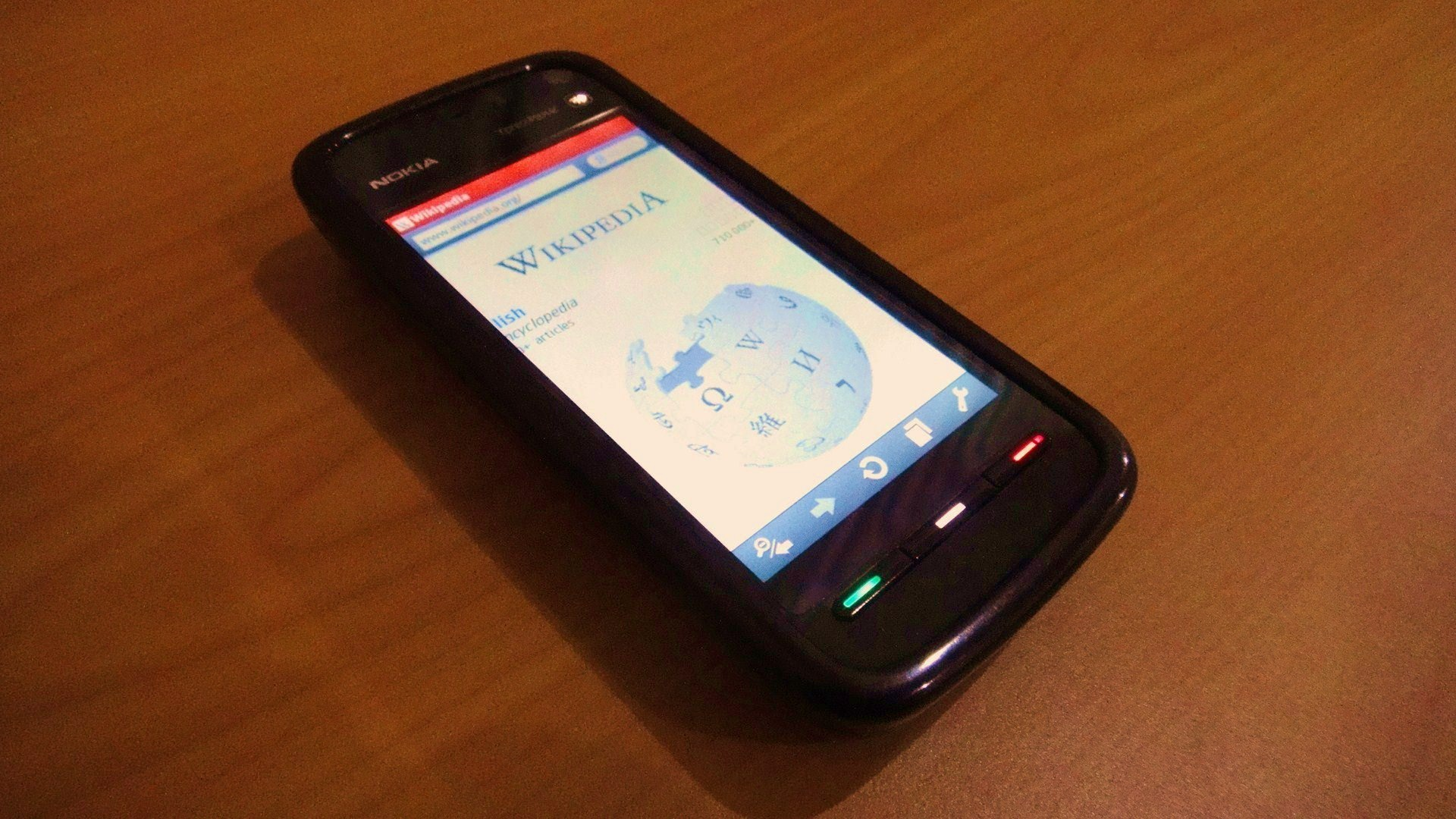
Opera Mobile 10 1 Beta（Nokia5800）
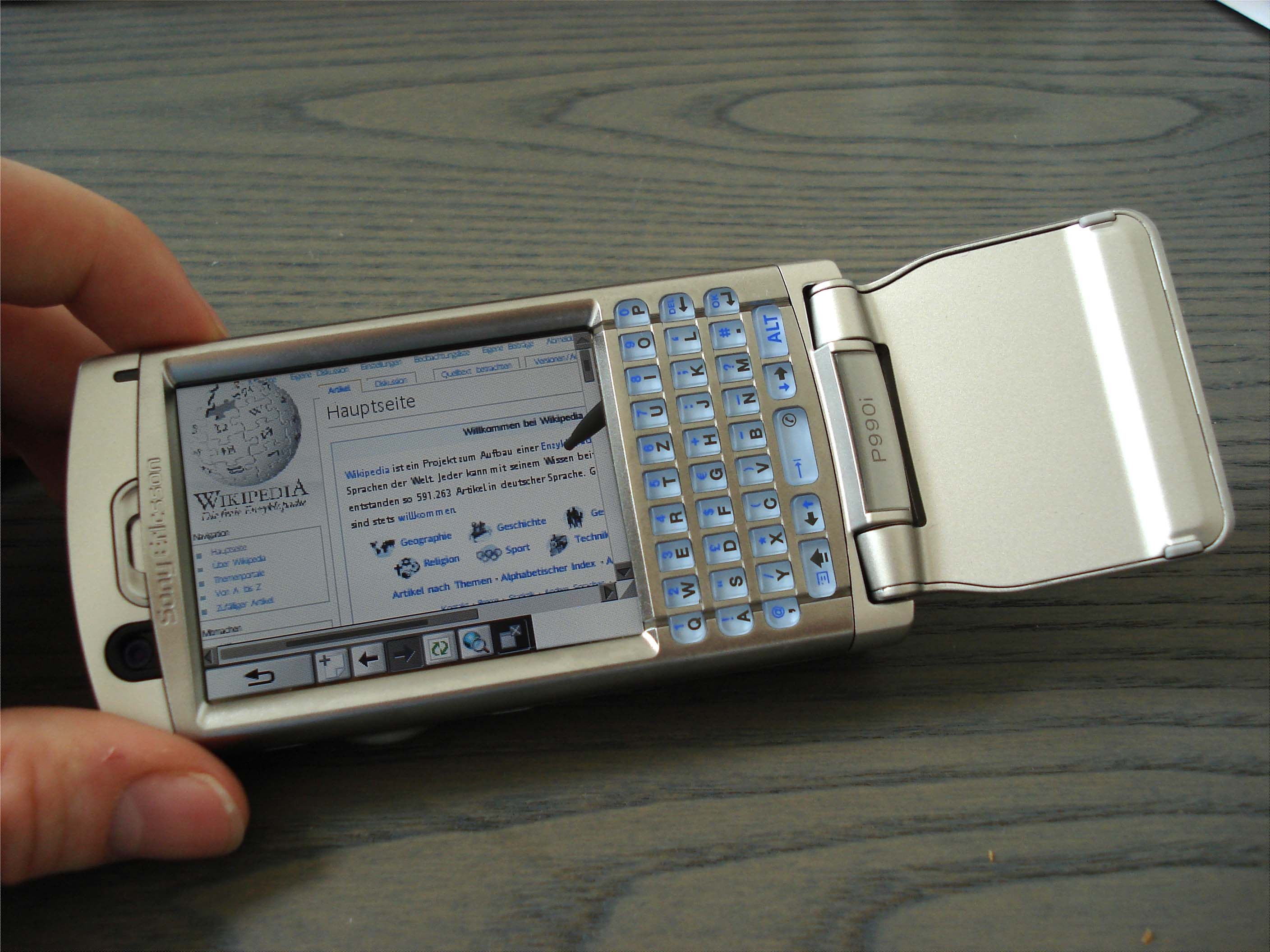
Opera Mobile（Sony Ericsson P990i）